# Lovaglás a 2012. évi nyári olimpiai játékokon
A 2012. évi nyári olimpiai játékokon a lovaglásban összesen 6 versenyszámot rendeztek. A lovaglás versenyszámait július 28. és augusztus 9. között tartották. A sportágban nem vett részt magyar versenyző.

## Éremtáblázat
(A táblázatokban a rendező ország sportolói eltérő háttérszínnel, az egyes számoszlopok legmagasabb értéke vagy értékei vastagítással kiemelve.)
| A 2012. évi nyári olimpiai játékok éremtáblázata lovaglásban | A 2012. évi nyári olimpiai játékok éremtáblázata lovaglásban | A 2012. évi nyári olimpiai játékok éremtáblázata lovaglásban | A 2012. évi nyári olimpiai játékok éremtáblázata lovaglásban | A 2012. évi nyári olimpiai játékok éremtáblázata lovaglásban | Olimpia  |
| ------------------------------------------------------------ | ------------------------------------------------------------ | ------------------------------------------------------------ | ------------------------------------------------------------ | ------------------------------------------------------------ | -------- |
|                                                              | Ország                                                       | Arany                                                        | Ezüst                                                        | Bronz                                                        | Összesen |
| 1.                                                           | Nagy-Britannia (GBR)                                         | 3                                                            | 1                                                            | 1                                                            | 5        |
| 2.                                                           | Németország (GER)                                            | 2                                                            | 1                                                            | 1                                                            | 4        |
| 3.                                                           | Svájc (SUI)                                                  | 1                                                            | 0                                                            | 0                                                            | 1        |
|                                                              |                                                              |                                                              |                                                              |                                                              |          |
| 4.                                                           | Hollandia (NED)                                              | 0                                                            | 3                                                            | 1                                                            | 4        |
| 5.                                                           | Svédország (SWE)                                             | 0                                                            | 1                                                            | 0                                                            | 1        |
|                                                              |                                                              |                                                              |                                                              |                                                              |          |
| 6.                                                           | Írország (IRL)                                               | 0                                                            | 0                                                            | 1                                                            | 1        |
| 6.                                                           | Szaúd-Arábia (KSA)                                           | 0                                                            | 0                                                            | 1                                                            | 1        |
| 6.                                                           | Új-Zéland (NZL)                                              | 0                                                            | 0                                                            | 1                                                            | 1        |
|                                                              |                                                              |                                                              |                                                              |                                                              |          |
| Összesen                                                     | Összesen                                                     | 6                                                            | 6                                                            | 6                                                            | 18       |

## Érmesek
| A 2012. évi nyári olimpiai játékok érmesei lovaglásban | | | |
| Versenyszám                                            | Arany | Ezüst | Bronz |
| Díjlovaglás egyéni                                     | Charlotte Dujardin (Valegro) · Nagy-Britannia (GBR)                                                                  | Adelinde Cornelissen (Parzival) · Hollandia (NED)                                                                      | Laura Bechtolsheimer (Minstral Hojris) · Nagy-Britannia (GBR)                                              |
| Díjlovaglás csapat                                     | Nagy-Britannia (GBR) · Carl Hester (Uthopia) · Laura Bechtolsheimer (Minstral Hojris) · Charlotte Dujardin (Valegro) | Németország (GER) · Dorothee Schneider (Diva Royal) · Kristina Sprehe (Desperados) · Helen Langehanenberg (Damon Hill) | Hollandia (NED) · Anky van Grunsven (Salinero) · Edward Gal (Undercover) · Adelinde Cornelissen (Parzival) |
| Díjugratás egyéni                                      | Steve Guerdat (Nino Des Buissonets) · Svájc (SUI)                                                                    | Gerco Schröder (London) · Hollandia (NED)                                                                              | Cian O'Connor (Blue Loyd 12) · Írország (IRL)                                                              |
| Díjugratás csapat                                      | Nagy-Britannia (GBR) · Scott Brash · Peter Charles · Ben Maher · Nick Skelton                                        | Hollandia (NED) · Marc Houtzager · Gerco Schroder · Maikel Van Der Vleuten · Jur Vrieling                              | Szaúd-Arábia (KSA) · Ramzi ed-Duhámi · Abdalláh Ál Szuúd · Kamál Báhamdán · Abdalláh es-Sarbatli           |
| Lovastusa egyéni                                       | Michael Jung (Sam) · Németország (GER)                                                                               | Sara Algotsson Ostholt (Wega) · Svédország (SWE)                                                                       | Sandra Auffarth (Opgun Louvo) · Németország (GER)                                                          |
| Lovastusa csapat                                       | Németország (GER) · Peter Thomsen · Dirk Schrade · Ingrid Klimke · Sandra Auffarth · Michael Jung                    | Nagy-Britannia (GBR) · Nicola Wilson · Mary King · Zara Phillips · Kristina Cook · William Fox-Pitt                    | Új-Zéland (NZL) · Jonelle Richards · Jonathan Paget · Caroline Powell · Andrew Nicholson · Mark Todd       |